# フッボルト・トゥーニエンゲン1889-1890
フッボルト・トゥーニエンゲン1889-1890 (Fodboldturneringen 1889-90)はデンマークのコペンハーゲンで行われた、第1回目の首都サッカー大会「フッボルト・トゥーニエンゲン」である。ほかの都市のクラブは全く出場していないが、デンマークサッカー協会によって開催されているため、21世紀現在のスーパーリーゲンにつながるデンマーク1部リーグ最初のシーズンとされる。
コペンハーゲンの7クラブによる1回戦総当たりで、1クラブあたり6試合を行う。当時としてはめずらしく延長戦があり、延長戦でも決着がつかないときは再試合を行うなど、トーナメント戦やカップ戦に似たレギュレーションを伴っていた。アカデミスクBK (Akademisk Boldklub)が優勝した。

## 最終順位
| 順 | チーム                   | 試 | 勝 | 敗 | 得 | 失 | 差  | 点 |
| -- | ------------------------ | -- | -- | -- | -- | -- | --- | -- |
| 1  | アカデミスクBK           | 6  | 6  | 0  | 32 | 4  | +28 | 12 |
| 2  | キューベンハウンスBK     | 6  | 5  | 1  | 27 | 4  | +23 | 10 |
| 3  | メルキオアーナーBK       | 6  | 4  | 2  | 23 | 12 | +11 | 8  |
| 4  | BKハーベット             | 6  | 3  | 3  | 6  | 12 | −6  | 6  |
| 5  | BKフアム                 | 6  | 2  | 4  | 14 | 11 | +3  | 4  |
| 6  | ユステボーBK             | 6  | 1  | 5  | 7  | 26 | −19 | 2  |
| 7  | クイスティアンスハウンBK | 6  | 0  | 6  | 4  | 44 | −40 | 0  |